# Bulala
Die Bulala sind ein muslimisches Volk, das am Fitri-See in der Provinz Batha im zentralen Tschad lebt. Bei der letzten Volkszählung im Tschad im Jahr 1993 wurde festgestellt, dass sie 136.629 Personen zählten. Ihre Sprache, Naba, ist in vier Dialekte unterteilt und gehört zur zentralsudanesischen Sprachfamilie; sie wird von zwei ihrer Nachbarn, den Kuka und den Medogo, geteilt. Diese drei Völker werden gemeinsam als Lisi bezeichnet und gelten als Nachfahren der wichtigsten ethnischen Gruppen des Sultanats Yao.

## Geschichte
Sie tauchten erstmals im 14. Jahrhundert in der Nähe des Fitri-Sees als ein Nomaden-Clan auf, der von Sprossen der Sayfawa-Dynastie angeführt wurde. Ursprünglich waren sie eine politische Einheit, die durch die Fusion der Kayi (altes Zaghawa = heutiges Kanembu, der Clan existiert noch heute in Kanem) und des Ngizimis Kanembu-Clans entstand, die heute in Dibbinintchi, den Bewohnern des Fitri-Sees, stattfindet. Sie siedelten östlich des Kanem-Reiches, im heutigen Tschad, und zerschlugen die Macht des Reiches, indem sie zwischen 1376 und 1400 fünf von sechs Mais (Könige) Kanems töteten.
Am Ende eroberten die Bulala Kanem und zwangen die Mais aus Kanem, nach Bornu auszuwandern. Daraufhin legten die Bulala ihre Hände auf Kanem und gründeten im 15. Jahrhundert das muslimische Sultanat von Yao. Ein Jahrhundert später erfolgte ein Gegenangriff des Reiches Kanem-Bornu unter Ali Gaji. Kanem wurde nach einer großen Schlacht bei Garni Kiyala von Alis Sohn zurückerobert, was die Bulala zwang, nach Osten zu ziehen, wo sie jahrhundertelang eine Bedrohung für Kanem-Bornu bleiben sollten. Es blieb auch weiterhin ein blühendes Königreich: Der Reisende Leo Africanus glaubte sogar, dass die Herrschaft der Bulala wegen ihres blühenden Handels mit Ägypten reicher war als Kanem-Bornu.
Ihre Macht überlebte in abgeschwächter Form bis zum Beginn des Kolonialismus, als sie sich den Franzosen unterwarfen.